# 우루과이 여자 축구 국가대표팀
우루과이 여자 축구 국가대표팀은 우루과이를 대표하는 여자 축구 대표팀이다. 남자 대표팀과는 달리 남미에서 전력이 약한 팀으로 분류되며, 현재까지 FIFA 여자 월드컵, 하계 올림픽 본선 기록은 전무하다. 1998년 3월 1일 파라과이과의 1998년 남미 여자 축구 선수권 대회 B조 조별리그 1차전에서 국제 A매치 데뷔전을 치렀으며 현재 에스타디오 센테나리오를 홈 구장으로 사용하고 있다.

## 국제 대회 경력

### 코파 아메리카 페메니나
1998년 남미 여자 축구 선수권 대회를 시작으로 현재까지 6번 출전하여 이 중 2006년 대회에서 3위를 기록하며 코파 아메리카 페메니나 및 모든 국제 대회를 통틀어 역대 최고 성적을 거둠과 동시에 사상 첫 팬아메리칸 게임 본선 티켓을 따냈다.

### 팬아메리칸 게임
팬아메리칸 게임 본선에는 2007년 대회에 유일하게 출전했지만 그나마도 캐나다, 자메이카, 브라질, 에콰도르를 상대로 1무 3패·A조 최하위라는 초라한 성적을 거두며 조별리그 탈락의 쓴 맛을 봤고 이후 팬아메리칸 게임 본선 출전 기록은 전무하다.

## 성적

### FIFA 여자 월드컵
- 1991년 ~ 1995년: 불참
- 1999년 ~ 2023년: 진출 실패

### 올림픽 축구
- 1996년: 불참
- 2000년 ~ 2024년: 진출 실패

### 코파 아메리카 페메니나
- 1991년 ~ 1995년: 불참
- 1998년: 조별 리그
- 2003년: 조별 리그
- 2006년: 3위
- 2010년: 조별 리그
- 2014년: 조별 리그
- 2018년: 조별 리그

## 같이 보기
- 우루과이 축구 국가대표팀